# Nomada mediana
Nomada mediana är en biart som beskrevs av Swenk 1913. Nomada mediana ingår i släktet gökbin, och familjen långtungebin. Inga underarter finns listade i Catalogue of Life.